# Джигит (клипер, 1876)
Джигит — русский парусно-винтовой клипер (крейсер 2-го ранга) четвёртой серии (типа «Крейсер»). Построен корабельным инженером А. П. Тороповым на Галерном о-ве в Санкт-Петербурге.

## История службы
- 1877 — Плавания по Балтийскому морю.
- 2 мая 1878 — Отправился на Дальний Восток через Магелланов пролив.
- Февраль 1879 — Пришёл в Гонолулу и поступил в распоряжение русского консула на Гавайях. Минный офицер Н. К. Рейценштейн по просьбе гавайского короля взорвал на фарватере пять донных мин с целью разрушения коралловых наростов, за что экипаж и русское правительство были удостоены письменной королевской благодарности.
- 18 апреля 1879 — Пришёл в Иокогаму, где присоединился к эскадре Тихого океана.
- Вместе с однотипным клипером «Крейсер» находился в Хакодате в распоряжении генерал-майора Н. М. Тихменева.
- 6 июля 1879 — Прибыл во Владивосток.
- Октябрь 1879 — Нес крейсерскую службу и вел гидрографические исследования водах Приморья.
- 1880 — Плавание по портам Тихого океана в составе объединенной эскадры вице-адмирала С. С. Лесовского.
- Сентябрь 1881 — Пришёл в Кронштадт.
- Июль 1882 — Отправился в Средиземное море, где присоединился к эскадре контр-адмирала П. В. Чебышёва.
- 1883 — Нес стационерную службу в Архипелаге.
- Конец 1883 — Вернулся в Кронштадт.
- Конец 1884 — Отправился во Владивосток через Магелланов пролив.
- Конец 1885 — Плавания между портами Кореи и Японии.
- 1886 — Нес сторожевую службу в Чукотское море и занимался исследованиями в Колючинской бухте.
- 1887 — Вернулся в Кронштадт.
- Октябрь 1889 — Отправился на Дальний Восток.
- 18 мая 1890 — Во Владивостоке присоединился к эскадре контр-адмирала П. Н. Назимова.
- 1891 — В составе отряда кораблей обеспечивал морское путешествие наследника цесаревича Николая Александровича из Сингапура в Киото.
- 28 сентября 1891 — Отправился из Владивостока на Балтику.
- 1 февраля 1892 — Крейсер 2-го ранга.
- 24 мая 1892 — Пришёл в Кронштадт.
- 1893 — Находился в резерве, стоял в Кронштадте.
- 29 октября 1894 — Вышел из Кронштадта в Средиземное море, где эскортировал императорскую яхту «Царевна» от Кадиса до Алжира.
- 26 ноября — 7 декабря 1894 — В Алжире произвел ремонт корпуса, вытяжку такелажа, переборку орудийных станков и окраску.
- 30 декабря 1894 — В Пирее присоединился к Средиземноморской эскадре контр-адмирала С. О. Макарова.
- Февраль 1895 — Вышел из Гибралтара в Северный Ледовитый океан.
- 11 марта 1895 — Прибыл в Плимут, где занялся исправлением повреждений, нанесенных штормом.
- 8 апреля 1895 — Прибыл в Екатерининскую гавань в Белом море.
- Весна-лето 1895 — Сторожевая служба, охрана промыслов и гидрографические работы офицеров М. Е. Жданко и Н. В. Морозова в северных водах[1].
- 16 сентября 1895 — Вернулся в Кронштадт для ремонта.
- 1898 — март 1899 — Поход в Карибское море.
- 1899—1900 — Учебное плавание со строевыми унтер-офицерами в Атлантику.
- 13 августа 1900 — 4 мая 1901 — Учебное плавание к Канарским островам. После возвращения из плавания, крейсер посетил император Николай II и оставшись совершенно доволен блестящим состоянием судна и произведенными парусными и артиллерийскими учениями объявил Монаршее благоволение командиру крейсера капитану 2-го ранга графу Н. М. Толстому и всем офицерам и пожаловал старшим боцманам и кондукторам по десяти рублей, унтер-офицерам по два рубля и матросам по рублю[2].
- 1902 — Поход на Дальний Восток по маршруту Кронштадт — Брест — Буэнос-Айрес — мыс Доброй Надежды — Шанхай — Иокогама — Порт-Артур.
- Весна-осень 1903 — Стоял в Порт-Артуре в вооружённом резерве.
- Осень 1903 — январь 1904 — Находился в Дальнем.
- 26 января 1904 — В момент нападения японских миноносцев находился на внешнем рейде вместе с крейсером «Новик» у прибрежной линии, место «Е». Не стрелял, поскольку не видел атакующие корабли.
- 17 апреля 1904 — Включен в отряд подвижной береговой обороны контр-адмирала М. Ф. Лощинского.
- Апрель 1904 — Разоружен для оборудования сухопутных батарей, переведен в 3-й ранг.
- 19 декабря 1904 — Затоплен экипажем в Западном бассейне.
- 1905 — Поднят японцами и передан на слом.

## Командный состав

### Командиры
- хх.хх.1875 — хх.хх.1875 — капитан-лейтенант Назимов, Константин Николаевич
- 25.09.1875 — 18.05.1882 — капитан-лейтенант Деливрон, Карл Карлович
- хх.хх.1882 — 17.11.1886 — капитан-лейтенант (с 26.02.1885 капитан 2-го ранга) Миллер, Карл Петрович
- 17.11.1886 — хх.хх.1887 — капитан 2-го ранга Нелидов, Пётр Петрович
- хх.хх.1889 — хх.хх.1891 — капитан 2-го ранга Никонов, Константин Петрович
- 07.01.1891 — 01.01.1893 — капитан 2-го ранга фон Фелькерзам, Дмитрий Густавович
- 01.01.1893 — хх.хх.1895 — капитан 2-го ранга фон Нидермиллер, Александр Георгиевич
- 06.12.1895 — 28.06.1899 — капитан 2-го ранга Литвинов, Владимир Иванович
- 28.06.1899 — 06.12.1901 — Гвардейского экипажа капитан 2-го ранга граф Толстой, Николай Михайлович
- 4 мая 1901 — 1904 — капитан 2-го ранга А. П. Назаревский
- 14.03.1904 — И. д. лейтенант С. А. Говорливый

### Старшие офицеры
- 1894—1895 — капитан 2-го ранга И. П. Успенский
- 16.12.1895 — 1897 — И. В. Студницкий
- 29.05.1900 — ? — Г. Ф. Керн
- 10.12.1901 — 28.03.1905 — лейтенант (с 28.03.1904 капитан 2-го ранга) С. А. Говорливый

### Служили на корабле
- Бахирев, Михаил Коронатович
- Бэр, Владимир Иосифович
- Воеводский, Степан Аркадьевич
- Дефабр, Константин Иванович
- кн. Друцкой-Соколинский, Николай Николаевич
- Рейценштейн, Николай Карлович
- Штер, Андрей Петрович
- Конюшков, Иван Иванович

## Памятные места
- В честь клипера названа одна из бухт острова Русский.